# Atuarfik Tuiisak
61°59′43.3″N 49°39′37.4″V / 61.995361°N 49.660389°V
Atuarfik Tuiisaq (Tuiisaq skole) er folkeskolen i byen Paamiut i det sydvestlige Grønland. Skolen havde i skoleåret 2017/18 cirka 174 elever.
Paamiut er den sydligste by i Sermersooq Kommune og byen har 1.447 indbyggere (pr. 2017).

Byen Paamiut (tidligere dansk navn: Frederikshåb) var før den grønlandske kommunalreform i 2009 hovedbyen i Paamiut Kommune. Med den nye kommunalreform, som trådte i kraft 1. januar 2009, blev Nuuk, som ligger 260 km nord for Paamiut, hovedby i den nye kommune, Sermersooq Kommune.

## Historie
Fordi Paamiuts gamle skolebygning i 1920'erne var blevet for lille og var i dårlig stand, flyttede skolen i 1926 til en ny bygning ved siden af kirken, Fredens Kirke.
Samme år stod den nye skole på plads og fik senere også sit eget sløjdhus.
I efterkrigstiden har imidlertid en større befolkning, og dermed flere elever, nødvendiggjort at skolen blev bygget ud, hvilket skete i flere omgange. I skoleåret 1952/53 var der 123 elever på skolen.
Skolens nuværende bygninger blev bygget i 1970-1972, og de blev officielt indviet den 19. marts 1972.
I skoleåret 1974/75 var der hele 784 elever her og godt 60 lærere. Dette år blev den gamle skolebygning fra 1926 samt sløjdhuset revet ned.
Skolen ligger centralt – lige øst for byens centrum.

Paamiuts befolkningstal lå stabilt mellem 2.200-2.450 indbyggere i årene fra 1970'erne til omkring 1990.
Siden da er byens befolkningstal faldet noget, og i kombination med en generelt faldende fødselsrate i samfundet i samme periode har det bevirket, at antallet af elever er faldet betydeligt i forhold til midten af 1970'erne. Således var der i skoleåret 2011/12 cirka 250 elever og 40 lærere på skolen; i 2017/18 gik cirka 174 børn på Atuarfik Tuiisaq, der er en et-sporet skole.

Skolen har også skolefritidsordning; skolen har både egen gymnastiksal og egen tandklinik.